# Haris Džinović

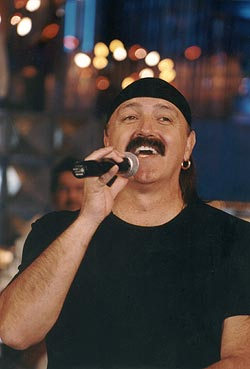
Haris Džinović, 2008

Haris Džinović (* 26. September 1951 in Sarajevo, SFR Jugoslawien, heute Bosnien und Herzegowina) ist ein bekannter bosnischer Sänger. Er gehört zu den erfolgreichsten Künstlern des Turbofolks und der Narodna Muzika. 

## Karriere
Džinović veröffentlichte seit 1989 sechs Alben. Sein bisher bekanntestes Lied ist Muštuluk, das im Jahr 2009 veröffentlicht wurde. Es war das erste Lied aus dem ehemaligen Jugoslawien, das auf der Videoplattform YouTube die 50-Millionen-Marke (Aufrufe) schaffte.
Er ist außerdem als Textschreiber für Lieder aus dem ehemaligen jugoslawischen Raum tätig.

## Diskografie

### Alben
- 1989: Ostariću Neću Znati
- 1991: Haris Džinović
- 1996: Jesul' Dunje Procvale
- 2000: Haris
- 2009: Magic
- 2017: Haris

### Kompilationen
- 2000: Extra Best Of
- 2003: Hitovi
- 2008: Hitovi
- 2011: Najveći Hitovi

### EPs
- 2021: 2021

### Singles (Auswahl)
- 1989: Sjećaš Li Se One Noći
- 1989: I Tebe Sam Sit Kafano
- 1991: Dajte vina hoću lom
- 1996: Jesul' Dunje Procvale
- 2001: Sta će meni više od toga (mit Željko Joksimović)
- 2003: Vatra (mit Ana Nikolić)
- 2009: Muštuluk
- 2009: Trazi, trazi
- 2011: Pariške Kapije